# Kateryna Kisten
Kateryna Kisten, även omnämnd som Ekaterina, född 29 december 1979 i Kiev, Ukraina, är en ukrainsk skådespelerska.
Kisten flydde i samband med Rysslands storskaliga invasion av Ukraina år 2022 till Sverige. Hon har bland annat medverkat i den ukrainska TV-serien Folkets tjänare där hon spelade mot landets nuvarande president Volodymyr Zelenskyj. Hon har även medverkat i filmen Stay Online där hon spelade en av huvudrollerna. 2022-23 jobbad hon som skådespelare och konstnärlig ledare för ett ukrainskt kulturprojekt på Årsta Folkets Hus, där hon bland annat var med och spelade i Bill och Bolla i regi av Dmetri Plax. Hon har fått utmärkelserna Merited Artist of Ukraine och 3:e klassen av Furstinnan Olgas orden. Den 18 juli 2025 sommarpratade hon i Sommar i P1.